# Estabosjön
Estabosjön är en sjö i Askersunds kommun i Närke och ingår i Nyköpingsåns huvudavrinningsområde. Sjön har en area på 0,136 kvadratkilometer och ligger 101,3 meter över havet.

## Delavrinningsområde
Estabosjön ingår i det delavrinningsområde (654156-145586) som SMHI kallar för Inloppet i Tisaren. Medelhöjden är 128 meter över havet och ytan är 47,1 kvadratkilometer. Det finns inga avrinningsområden uppströms utan avrinningsområdet är högsta punkten. Avrinningsområdets utflöde Nyköpingsån (Skräddartorpsån) mynnar i havet. Avrinningsområdet består mestadels av skog (67 procent) och jordbruk (13 procent). Avrinningsområdet har 1,41 kvadratkilometer vattenytor vilket ger det en sjöprocent på 3 procent. Bebyggelsen i området täcker en yta av 1,98 kvadratkilometer eller 4 procent av avrinningsområdet.